# آب‌انبار شاه حسینی
آب‌انبار شاه حسینی مربوط به اواخر دوره قاجار است و در بندرعباس، بلوار امام حسین، جنب مسجد اصغریه واقع شده و این اثر در تاریخ ۷ مهر ۱۳۸۱ با شمارهٔ ثبت ۶۴۹۵ به‌عنوان یکی از آثار ملی ایران به ثبت رسیده است.